# British Academy Television Awards de 2010
O British Academy Television Awards de 2010 (ou BAFTA TV Awards 2010) foi realizado em 6 de junho de 2010. As indicações foram anunciadas em 10 de maio. Neste ano, novas categorias foram adicionadas, incluindo o prêmio de Melhor Ator/Atriz Coadjuvante. Graham Norton foi o anfitrião da cerimônia.

## Vencedores e indicações
- Melhor Ator
  - Kenneth Branagh — Wallander (BBC One)
  - Brendan Gleeson — Into the Storm (BBC Two)
  - John Hurt — An Englishman in New York (ITV)
  - David Oyelowo — Small Island (BBC One)
- Melhor Atriz
  - Julie Walters — Mo (Channel 4)
  - Helena Bonham Carter — Enid (BBC Four)
  - Sophie Okonedo — Mrs Mandela (BBC Four)
  - Julie Walters — A Short Stay in Switzerland (BBC One)
- Melhor Ator Coadjuvante
  - Matthew Macfadyen — Criminal Justice (BBC One)
  - Benedict Cumberbatch — Small Island (BBC One)
  - Tom Hollander — Gracie! (BBC Four)
  - Gary Lewis — Mo (Channel 4)
- Melhor Atriz Coadjuvante
  - Rebecca Hall — Red Riding 1974 (Channel 4)
  - Sophie Okonedo — Criminal Justice (BBC One)
  - Lauren Socha — The Unloved (Channel 4)
  - Imelda Staunton — Cranford (BBC One)
- Melhor Performance de Entretenimento
  - Anthony McPartlin & Declan Donnelly — I'm a Celebrity...Get Me Out of Here! (ITV)
  - Stephen Fry — QI (BBC One)
  - Harry Hill — Harry Hill's TV Burp (ITV)
  - Michael McIntyre — Michael McIntyre's Comedy Roadshow (BBC One)
- Melhor Performance Feminina de Comédia
  - Rebecca Front — The Thick of It (BBC Two)
  - Jo Brand — Getting On (BBC Four)
  - Miranda Hart — Miranda (BBC Two)
  - Joanna Scanlan — Getting On (BBC Four)
- Melhor Performance Masculina de Comédia
  - Peter Capaldi — The Thick of It (BBC Two)
  - Simon Bird — The Inbetweeners (E4)
  - Hugh Dennis — Outnumbered Christmas Special (BBC One)
  - David Mitchell — Peep Show (Channel 4)
- Melho Drama Único
  - The Unloved (Channel 4)
  - A Short Stay in Switzerland (BBC One)
  - Five Minutes of Heaven (BBC Two)
  - Mo (Channel 4)
- Melhor Série Dramática
  - Misfits (E4)
  - Being Human (BBC Three)
  - Spooks (BBC One)
  - The Street (BBC One)
- Melhor Minissérie
  - Occupation (BBC One)
  - Red Riding (Channel 4)
  - Small Island (BBC One)
  - Unforgiven (ITV)
- Melhor Novela ou Drama Continuado
  - EastEnders (BBC One)
  - The Bill (ITV)
  - Casualty (BBC One)
  - Coronation Street (ITV)
- Melhor Programa Internacional
  - Mad Men (BBC Four)
  - Family Guy (BBC Three)
  - Nurse Jackie (BBC Two)
  - True Blood (FX)
- Melhor Série Factual
  - One Born Every Minute (Channel 4)
  - Blood, Sweat and Takeaways (BBC Three)
  - The Family (Channel 4)
  - Who Do You Think You Are? (BBC One)
- Melhor Especialista em Fatos
  - Inside Nature's Giants (Channel 4)
  - Art of Russia (BBC Four)
  - Chemistry: A Volatile History (BBC Four)
  - Yellowstone (BBC Two)
- Melhor Documentário
  - Wounded (BBC One)
  - Katie: My Beautiful Face (Channel 4)
  - Louis Theroux: A Place for Paedophiles (BBC Two)
  - Tsunami: Caught on Camera (Channel 4)
- Melhor Participação
  - Masterchef: The Professionals (BBC Two)
  - The Choir: Unsung Town (BBC Two)
  - Heston's Feasts (Channel 4)
  - James May's Toy Stories (BBC Two)
- Melhores Assuntos Atuais
  - Dispatches — Terror in Mumbai (Channel 4)
  - Dispatches — Afghanistan: Behind Enemy Lines (Channel 4)
  - Generation Jihad (BBC Two)
  - This World — Gypsy Child Thieves (BBC Two)
- Melhor Cobertura Jornalística
  - Haiti (ITV News at Ten)
  - The Haiti Earthquake (BBC News Channel)
  - Haiti Earthquake (Channel 4 News)
  - Pakistan: Terror's Frontline (Sky News)
- Melhor Esporte
  - World Athletics Championships (BBC Two/BBC Sport)
  - F1 - The Brazilian Grand Prix (BBC One/BBC Sport)
  - Final da FA Cup 08-09 (ITV/ITV Sport)
  - UEFA Champions League Live (ITV/ITV Sport)
- Nova Mídia
  - The Virtual Revolution
  - Antony Gormley's One & Other
  - Life Begins (One Born Every Minute)
  - Primeval Evolved
- Melhor Programa de Entretenimento
  - Britain's Got Talent (ITV)
  - The Graham Norton Show (BBC One)
  - Harry Hill's TV Burp (ITV)
  - Newswipe with Charlie Brooker (BBC Four)
- Melhor Programa de Comédia ou Série
  - The Armstrong and Miller Show (BBC One)
  - The Kevin Bishop Show (Channel 4)
  - Stewart Lee's Comedy Vehicle (BBC Two)
  - That Mitchell and Webb Look (BBC Two)
- Melhor Sitcom
  - The Thick of It (BBC Two)
  - The Inbetweeners (E4)
  - Miranda (BBC Two)
  - Peep Show (Channel Four)
- Prêmio do Público YouTube
  - The Inbetweeners (E4)
  - Britain's Got Talent (ITV)
  - Glee (E4)
  - The One Show (BBC One)
  - The X Factor (ITV)
  - Unforgiven (ITV)
- Prêmio Especial
  - Simon Cowell
- BAFTA Fellowship
  - Melvyn Bragg